# Pantelimon (Constanța)
Pantelimon é uma comuna romena localizada no distrito de Constanţa, na região de Dobruja. A comuna possui uma área de 134.83 km² e sua população era de 1884 habitantes segundo o censo de 2007.
A comuna engloba cinco vilas:
- Pantelimon (nome histórico: Pantelimon de Sus até 1968)
- Călugăreni (nome histórico: Caceamac, Turco: Kaçamak)
- Nistorești (nome histórico: Cuciuc-Chioi, Turco: Küçük Köy)
- Pantelimon de Jos
- Runcu (nome histórico: Terzichioi, Turco: Terziköy)